# Ntondozi
Ntondozi – inkhundla w dystrykcie Manzini w Królestwie Eswatini.
Według spisu powszechnego ludności z 2007 roku, Ntondozi miało powierzchnię 231 km² i zamieszkiwało je 14 768 mieszkańców. Dzieci i młodzież w wieku do 14 lat stanowiły ponad połowę populacji (7827 osób). W całym inkhundla znajdowało się wówczas dziewięć szkół podstawowych i dwie placówki medyczne.
W 2007 roku Ntondozi dzieliło się na sześć imiphakatsi: Egebeni, Empini, Endlini Lembi, Kandinda, Ncabaneni i Ntondozi. W 2020 roku Ntondozi składało się z siedmiu imiphakatsi: Gebeni, Khalangilile, Mphini, Ncabaneni, Ndinda, Ndlinilembi i Ntondozi. Przedstawicielem inkhundla w Izbie Zgromadzeń Eswatini był wówczas Moses Vilakati.